# Idiogramma eurum
Idiogramma eurum är en stekelart som beskrevs av Dmitriy R. Kasparyan 1992. Idiogramma eurum ingår i släktet Idiogramma och familjen brokparasitsteklar. Inga underarter finns listade i Catalogue of Life.